# Procuratie
Le Procuratie sono imponenti edifici che sorgono a Venezia, nel Sestiere di San Marco, e avvolgono su tre lati piazza San Marco. Prendono il nome dall'uso che ne veniva fatto, vi alloggiavano infatti i procuratori di San Marco. Sono distinte in tre ali che delimitano quasi interamente la parte della piazza antistante alla basilica di San Marco: le Procuratie Vecchie a nord, l'Ala Napoleonica a ovest e le Procuratie Nuove a sud.

## Le Procuratie Vecchie

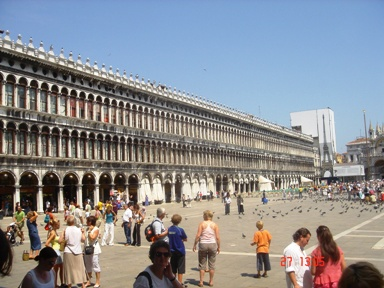
Procuratie Vecchie

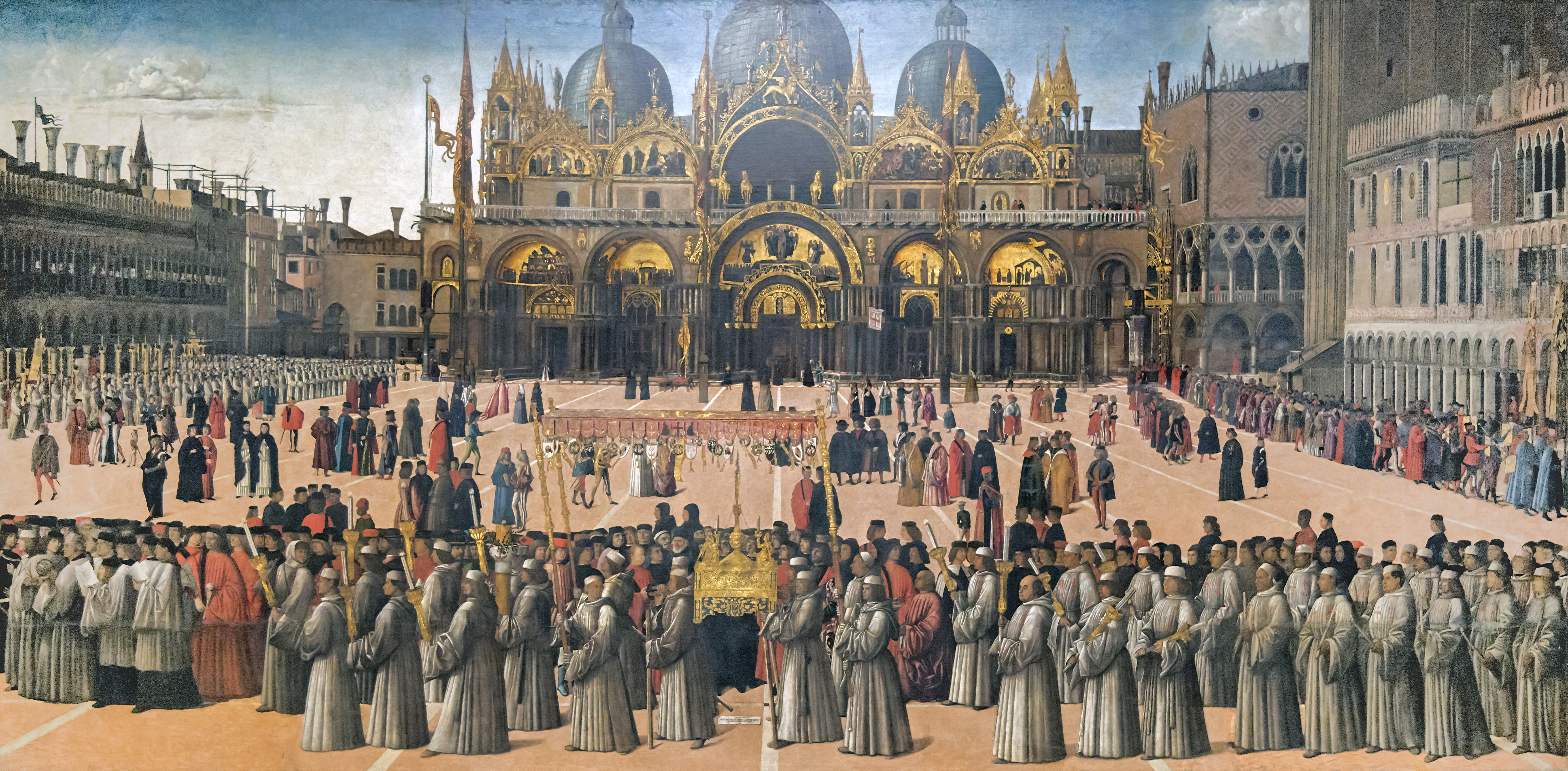
Processione in piazza San Marco di Gentile Bellini, 1496, Venezia, Gallerie dell'Accademia

Le Procuratie Vecchie si estendono per 152 metri dalla Torre dell'Orologio verso l'Ala Napoleonica, con un portico di 50 arcate cui corrispondono le 100 finestre dei due piani superiori. Sebbene esse siano chiuse a tutto sesto, la leggerezza delle aperture ricorda lo stile veneto-bizantino delle prime procuratie, edificate nel XII secolo sotto il doge Sebastiano Ziani (visibili nel celebre dipinto di Gentile Bellini Processione in piazza San Marco) e destinate ad appartamenti per i procuratori "de citra", altissimi magistrati.
Queste, danneggiate in parte dal fuoco all'inizio del XVI secolo, furono demolite e ricostruite su disegno di attribuzione incerta: si fanno i nomi di Mauro Codussi, Giovanni Celestro e Antonio Abbondi, detto lo Scarpagnino. Sicuramente i lavori furono affidati nel 1517 a Guglielmo dei Grigi e Bartolomeo Bon il Giovane e furono terminati nel 1538, pare con il contributo di Jacopo Sansovino. A coronamento della fabbrica, fu posto un fregio, aperto da cento piccoli oculi ovali, sui quali poggia una bianca merlatura dall'esclusivo significato pittorico.
Fino al 1989 sono state sede degli uffici di Assicurazioni Generali. Il complesso delle Procuratie Vecchie di proprietà Generali comprende circa 12.400 mq di superficie complessiva lorda, che occupano all'incirca l’85% delle superficie complessiva della porzione dell'edificio che chiude il lato nord di Piazza San Marco, pari a 43 delle 50 arcate esterne. Nel 2017 Generali ha incaricato lo studio David Chipperfield Architects Milan del restauro dell'intero edificio, che si è concluso nel 2022. L'8 aprile dello stesso anno le Procuratie Vecchie sono state inaugurate e dal 13 aprile aperte al pubblico per la prima volta nei loro 500 anni di storia. Attualmente ospitano negozi al piano terra e uffici ai piani superiori. Al terzo piano c'è la sede della Fondazione Generali The Human Safety Net ONLUS, un movimento globale di persone che aiutano persone attivo in 24 Paesi a supporto di famiglie vulnerabili con bambini da 0 a 6 anni e di rifugiati che desiderano inserirsi nei Paesi di accoglienza attraverso il lavoro e l'imprenditorialità. Al terzo piano è possibile visitare la mostra interattiva "A World of Potential", attraverso la quale i visitatori possono scoprire i propri punti di forza e contribuire ai programmi della Fondazione.

## Le Procuratie Nuove

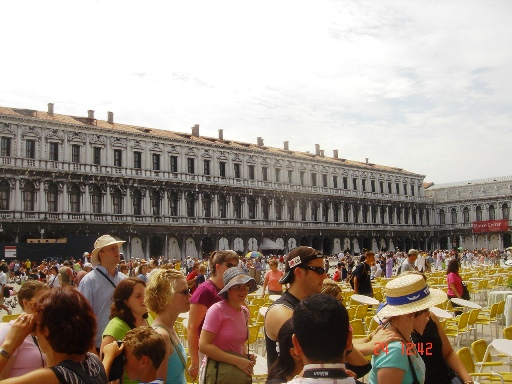
Procuratie Nuove

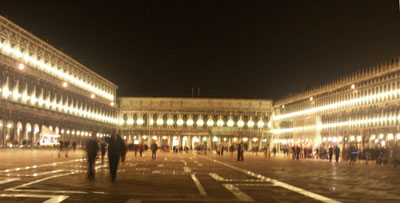
Vista notturna delle Procuratie

La costruzione delle Procuratie Nuove, opera di Vincenzo Scamozzi, iniziò nel 1583 sull'area dell'ospizio Orseolo e di alcuni edifici che (come si vede nel dipinto del Bellini) arrivavano all'altezza del Campanile di San Marco. Il nuovo edificio fu invece allineato al prospetto settentrionale della Libreria Sansoviniana, di cui continua i moduli architettonici. La costruzione, interrotta nel 1616 per la morte dello Scamozzi, fu terminata nel 1640 da Baldassarre Longhena.
Durante il Regno Italico, esse furono adibite a Palazzo Reale; funzione che mantennero anche sotto i Savoia, dal 1866 al 1946. Oggi ospitano ai piani superiori parte del Museo Correr, il Museo del Risorgimento, il Museo Archeologico, la Direzione dei Musei Civici e parte della Biblioteca Nazionale Marciana. Vi è ubicato inoltre il settecentesco Caffè Florian.

## L'Ala Napoleonica

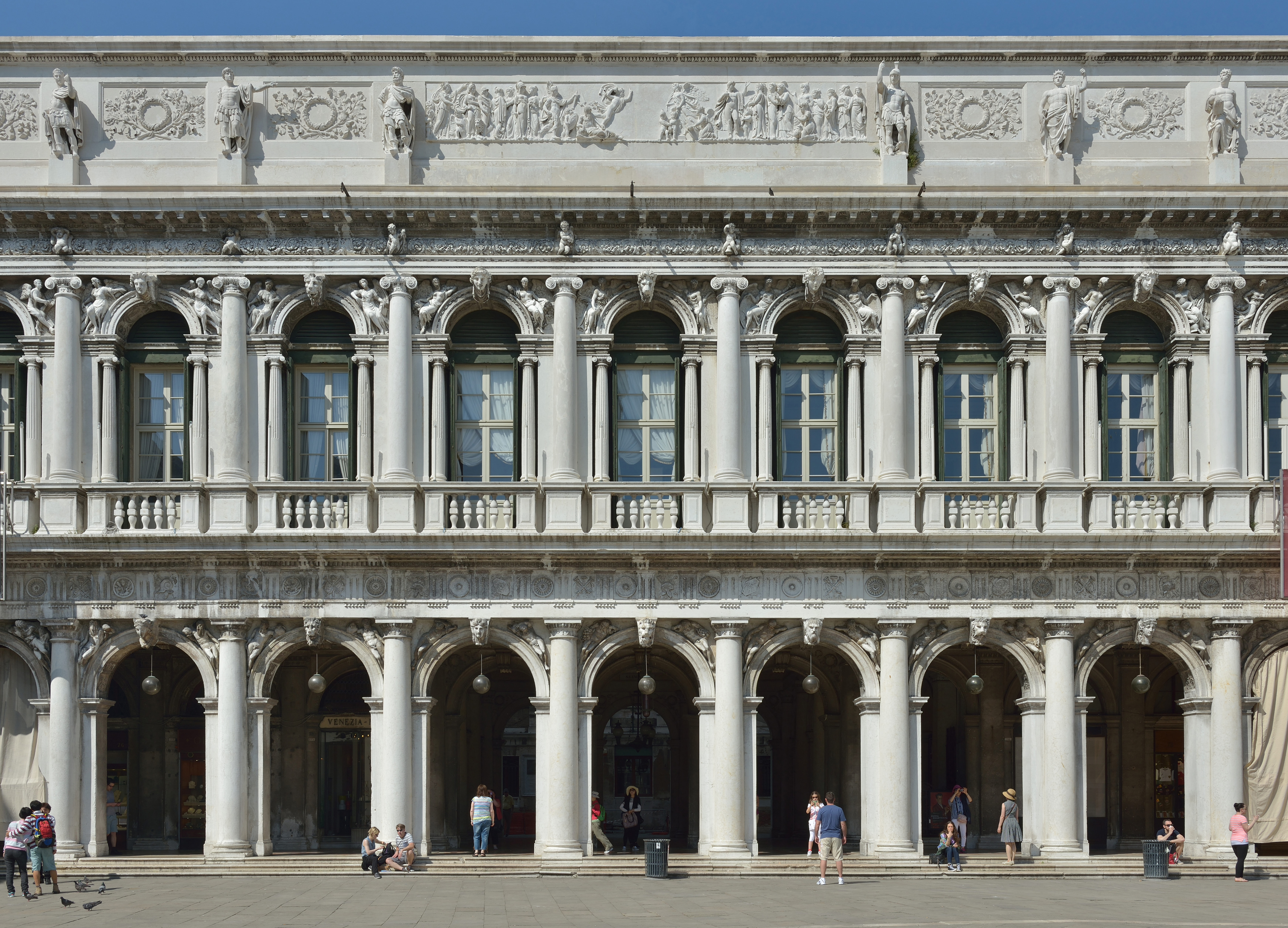
Ala napoleonica delle Procuratie

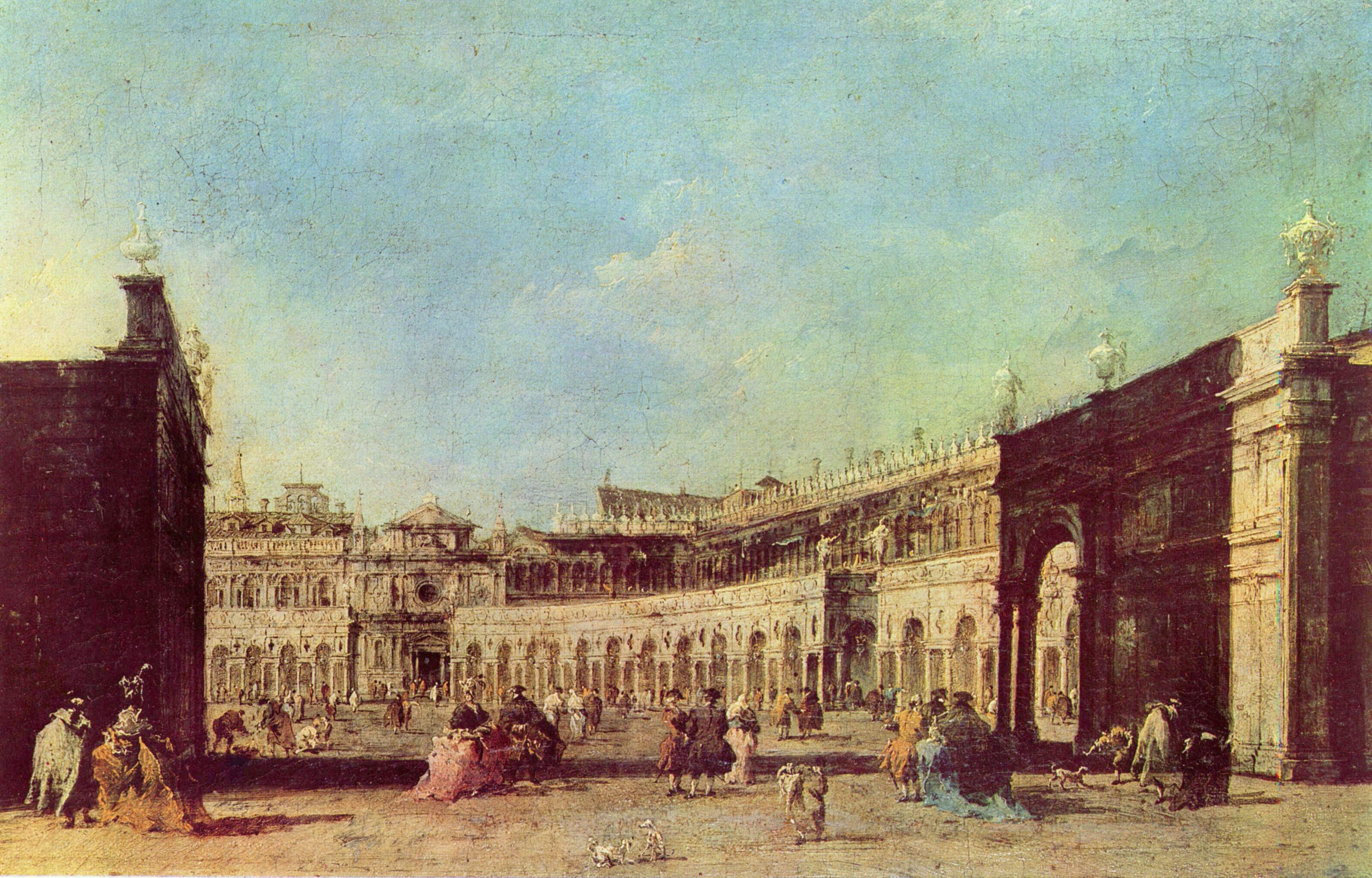
Dipinto di Francesco Guardi (circa 1776-77) con veduta della piazza dalla Basilica. È ben visibile la facciata della chiesa di San Geminiano del Sansovino.

Le Procuratie si chiusero a ferro di cavallo dopo l'ordine di Napoleone Bonaparte di abbattere la Chiesa di San Geminiano (ed i prolungamenti delle Procuratie ad essa allineati) per costruire la cosiddetta "Ala Napoleonica" (o anche "Procuratie Nuovissime" o "Fabbrica Nuova"). La chiesa di San Geminiano, una delle più antiche di Venezia, attestata già nel VI secolo, era stata rinnovata dal Sansovino nel 1557; l'artista, orgoglioso di quest'opera, scelse una cappella di questo edificio per esservi sepolto insieme con i figli.
Tutto fu demolito, tra il 1807 ed il 1810, pare per volontà di Eugenio di Beauharnais, che voleva completare il Palazzo Reale con una sala da ballo sul "salotto più bello del mondo". Il progetto fu affidato a Giuseppe Maria Soli, che non si discostò molto dal disegno delle Procuratie Nuove, se non per l'attico con 14 statue di imperatori romani. Al centro, nel Sotoportego San Geminian, si apre il monumentale scalone d'ingresso con un affresco a soffitto (La gloria di Nettuno) di Sebastiano Santi. All'interno si può ancora ammirare il Salone Napoleonico di Lorenzo Santi (1822).
L'edificio, terminato verso la piazza nel 1814 ma completato solo durante l'Impero austriaco, dal 1922 ospita parte del Museo Correr.